# Centre de Documentació i Museu Tèxtil
El Centre de Documentació i Museu Tèxtil és una institució museística situada a Terrassa, ciutat de gran tradició tèxtil, al carrer de Salmerón, número 25, al costat del castell cartoixa de Vallparadís. L'any 2023 va ser declarat Museu d'Interès Nacional.
Gestionat per un consorci format per l'Ajuntament de Terrassa i la Diputació de Barcelona, presenta una panoràmica dels diversos estils i tècniques utilitzats arreu del món en el camp del teixit al llarg de la història. Forma part de la Xarxa de Museus Locals de la Diputació de Barcelona.

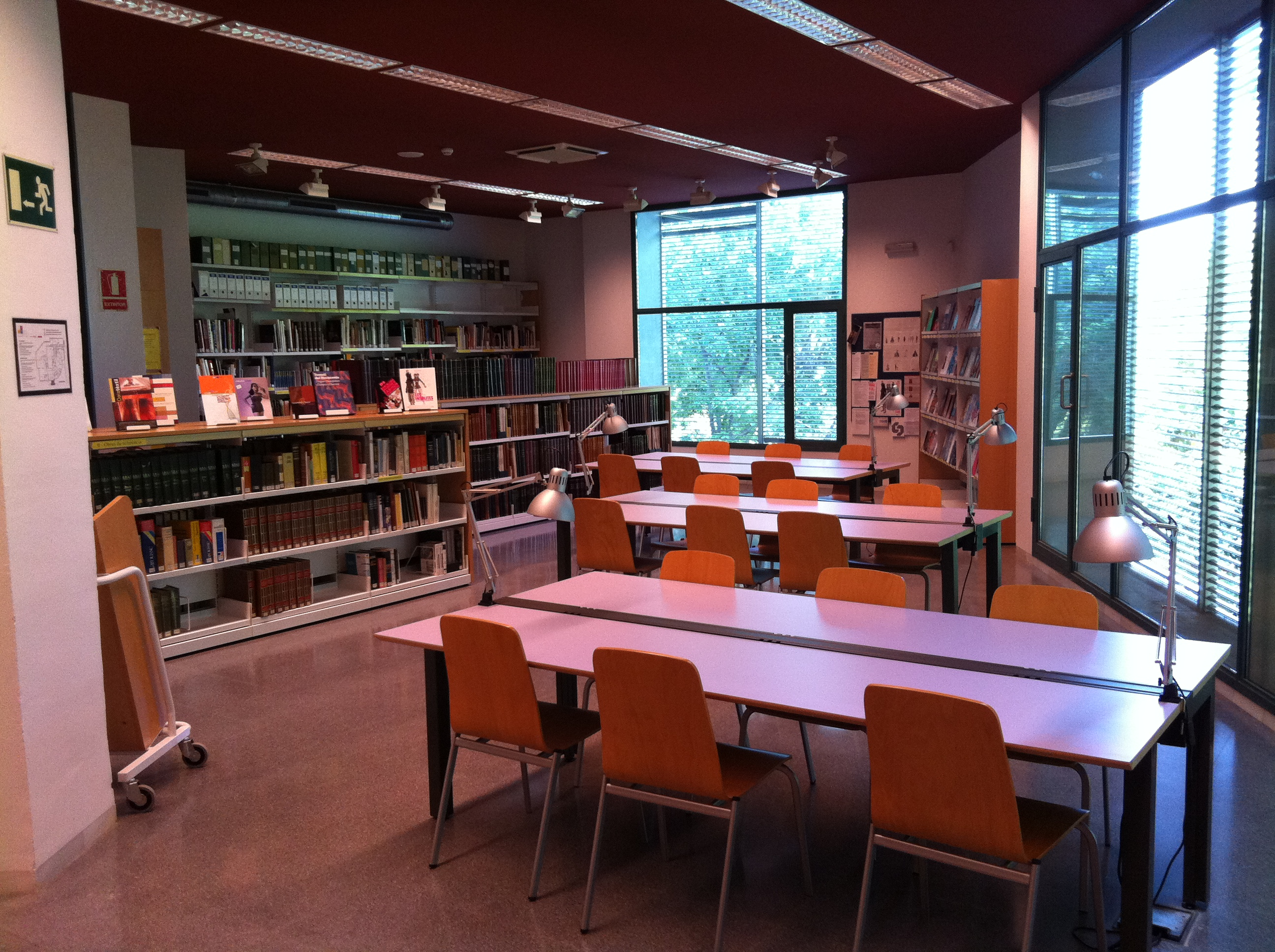
Biblioteca

El centre de documentació disposa d'una àmplia biblioteca especialitzada en tèxtil i moda, un arxiu fotogràfic i un ric fons de teixits. La institució aporta diversos serveis a les empreses i, a través del seu centre de formació i de diversos convenis amb universitats i institucions educatives, fomenta el coneixement i la relació entre els professionals del sector. Un dels serveis més interessants de què disposa el museu és el banc d'imatges IMATEX, a través del qual empreses i particulars poden accedir al fons del museu, essencialment mostres de teixits i indumentària sobretot de l'àrea mediterrània, des dels primers segles de la nostra era fins avui; també en destaquen els fons de la Xina i l'Índia i una petita col·lecció de mostres de l'Amèrica precolombina. El museu disposa també d'un servei de restauració de teixits i d'una aula didàctica.

## Història
Té l'origen en una iniciativa d'un grup d'industrials terrassencs, que el 1946 van reunir diverses col·leccions privades (principalment la de Josep Biosca i Torres) i van fundar el Museu Tèxtil Biosca en una nau d'una fàbrica industrial del carrer de Sant Isidre. El 1956 es van traslladar els fons a l'edifici del carrer de Sant Pau, que tradicionalment ha allotjat l'Institut Industrial i que actualment ocupa la CECOT, la patronal comarcal de Terrassa. El 1959 el museu fou cedit a l'Ajuntament, que va enriquir la col·lecció inicial amb noves compres i donacions, i el 1963 es va subscriure un conveni amb la Diputació de Barcelona, que havia adquirit la col·lecció Viñas de teixits i la seva biblioteca especialitzada, per tal d'unir tots dos fons, amb què es va crear el Museu Provincial Tèxtil. La nova seu, un edifici de l'arquitecte Camil Pallàs, es va construir dalt de l'actual Parc de Vallparadís. Des d'aleshores, les col·leccions s'han anat incrementant, i el 1995 el museu va rebre la denominació actual.

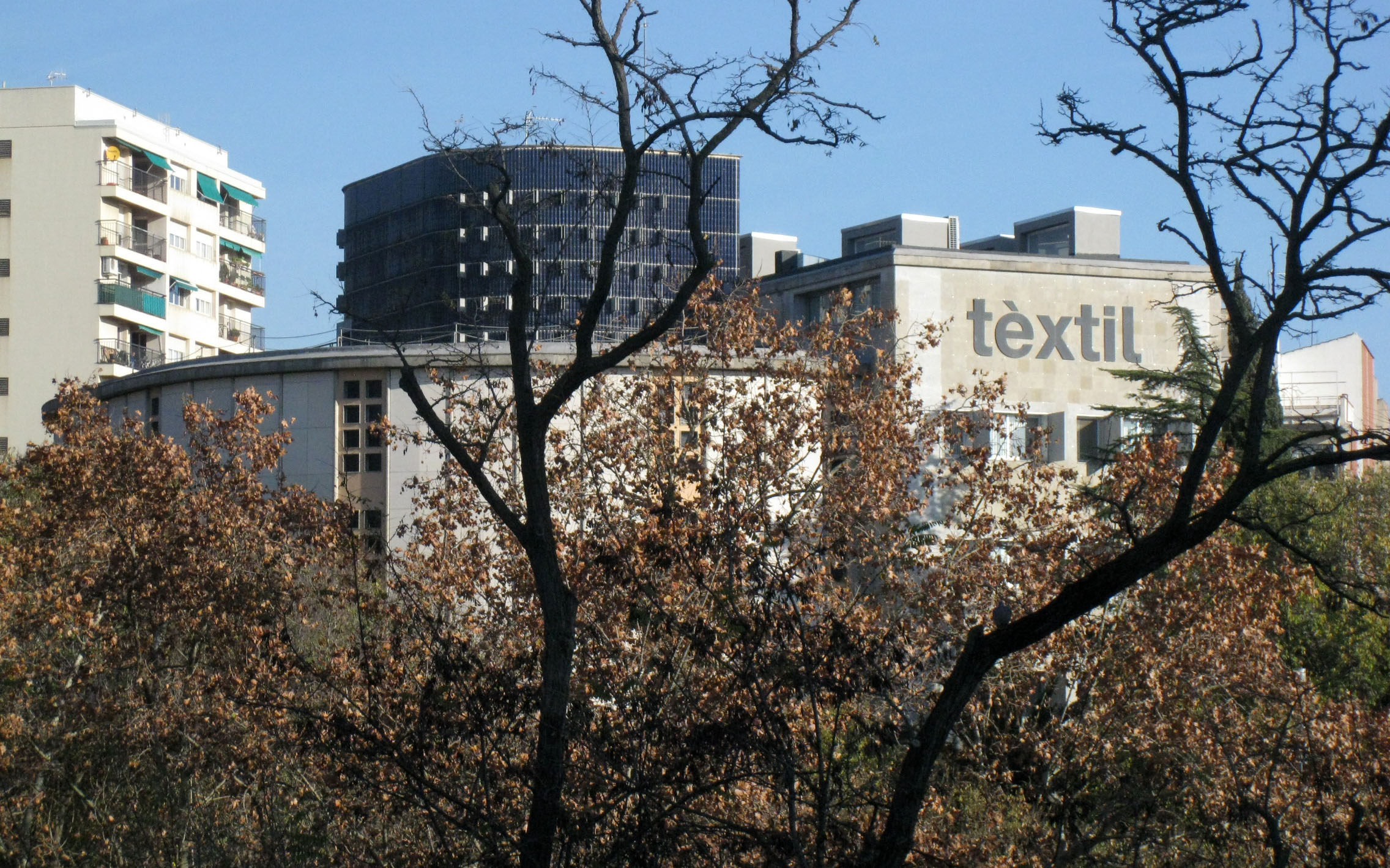
El museu, vist des del parc de Vallparadís

El febrer de 2011, el museu va signar un acord amb el Museu de l'Estampació de Premià de Mar i el Museu d'Arenys de Mar, per dur a terme una política d'adquisicions coordinada i per treballar conjuntament en diferents àmbits de formació, recerca i documentació.

## Col·leccions del museu

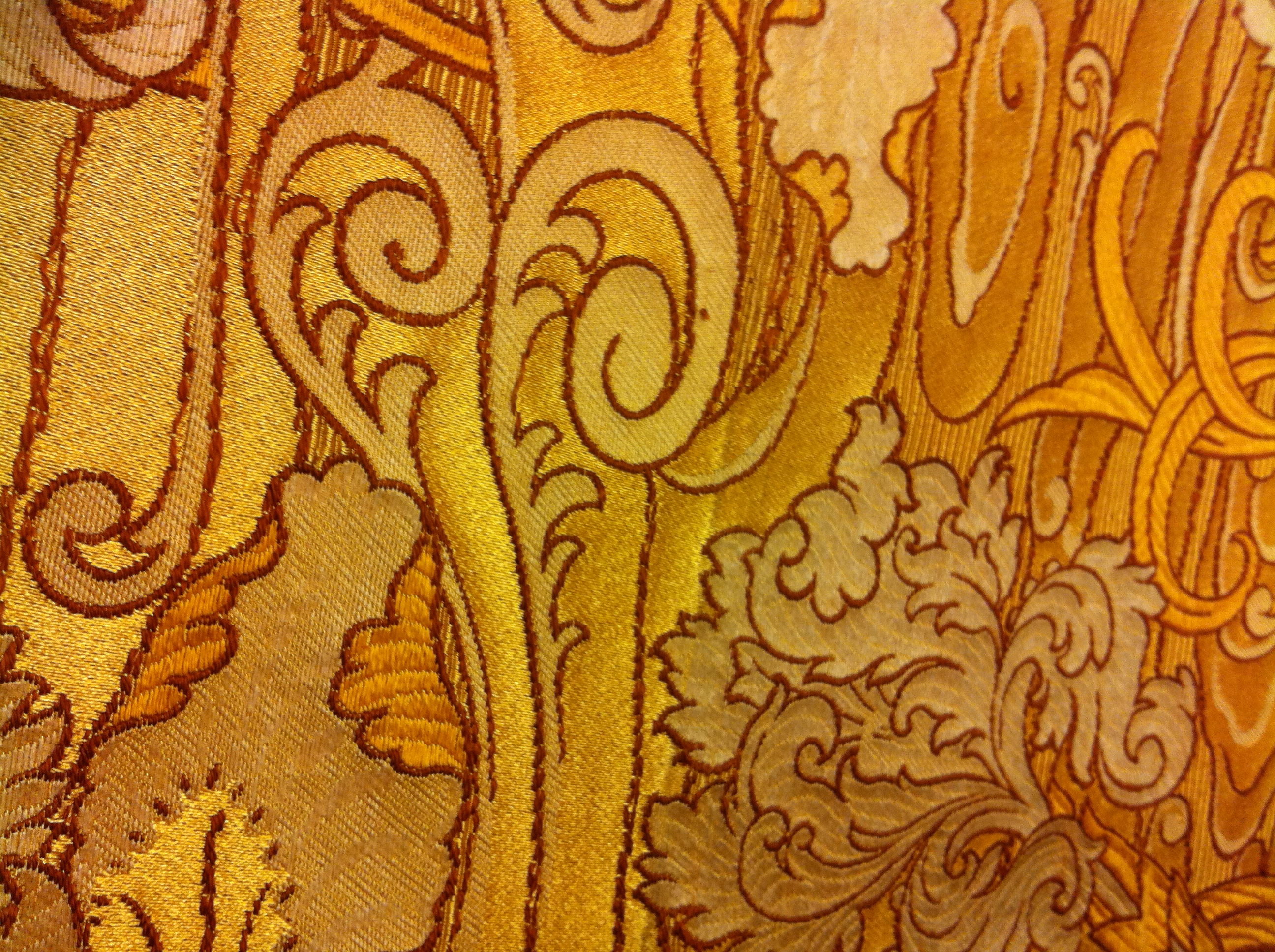
Mostra de teixit modernista

L'extens fons del museu, de més de 20.000 objectes representatius de la història tèxtil d'arreu del món, no es presenta de manera permanent sinó en diverses exposicions temporals monogràfiques d'una durada entre deu i dotze mesos a l'espai Modernisme (primera planta) i de dos o tres anys a la segona planta.
- Teixits de l'àrea mediterrània, preindustrials (egipcis, andalusins, gòtics, renaixentistes, barrocs) i industrials (dels segles xix i xx i mostraris d'indústries tèxtils, principalment del Vallès i de Catalunya).
- Teixits de la Xina, l'Índia i l'Amèrica precolombina.
- Estampats, brodats, indumentària (segles xviii-XX), paraments litúrgics (segles xvi-XX) i complements (segles xvii-XX). És destacable la col·lecció d'indumentària del segle xviii formada per una gran quantitat de vestits femenins i conjunts masculins de casaques, armilles i calçons confeccionats en seda i llana brodades.[5]
- Dissenys originals del segle xx.
- Postes en carta per a telers de Jacquard.
- Col·lecció modernista, amb obres mestres d'artistes, dissenyadors i empreses catalanes de l'inici del segle xx.

## Taller de restauració
La tardor de 2011 va inaugurar una amplicació del seu taller de restauració, l'únic taller públic de Catalunya destinat a la restauració de material tèxtil. Actualment disposa de 200 metres quadrats. Al taller s'hi han restaurat peces destacades com el Patrimoni tèxtil de la Patum de Berga, teles de la casa museu d'Antoni Gaudí, la capa de Sant Ermengol, així com el coixí de la sepultura del rei Pere el Gran, de Santes Creus.

## La Joia del Museu 2013
- Penjoll (1910/1920 ca.)

Va pertànyer a Engràcia Casals Ginestà, muller del notari Ramon Estallella Trias (Vilafranca del Penedès, 1861 – Barcelona, 1929). Els grius o grifons -animals fantàstics amb bec i ales d'àguila i urpes de lleó- són molt presents en les decoracions dels edificis modernistes. Representen la força i la saviesa; segons la mitologia, regnaven al cel i la terra i eren els "guardians dels tresors". En aquest penjoll subjecten el diamant central i una garlanda de llorer, símbol de perennitat; les palmetes on reposen ens recorden les decoracions egípcies tan sovint evocades pels decoradors modernistes. La transparència de l'esmalt es deu a la tècnica anomenada "esmalt de Ginebra" o cloisonné. Tota la joia és de manufactura molt acurada, ben acabada per l'anvers i el revers, però no porta marca ni contrast. Segons els experts del Col·legi Oficial de Joiers, d'Orfebres, de Rellotgers i de Gemmòlegs de Catalunya, aquest fet pot indicar que va ser fet a Catalunya.
Fitxa tècnica
- Núm.de registre: 22.727
- Matèria: or, esmalts i un diamant
- Mides: 31 x 30 mm
- Donació de Montserrat Miralda Casanovas
- Assessorament tècnic: Bagués-Masriera i Carles Bàguena

## Galeria

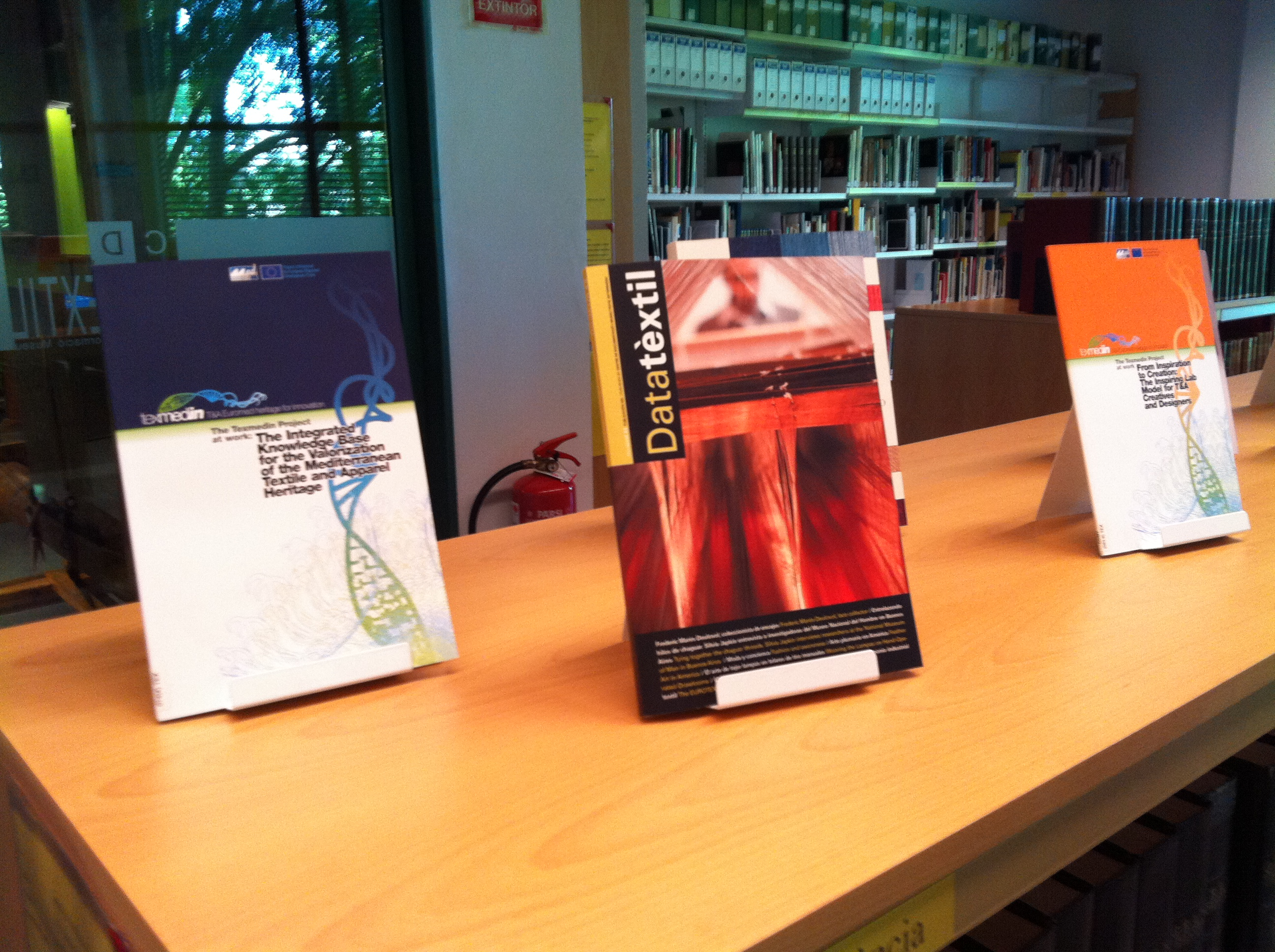
Exemplar de la revista Datatextil publicada pel museu
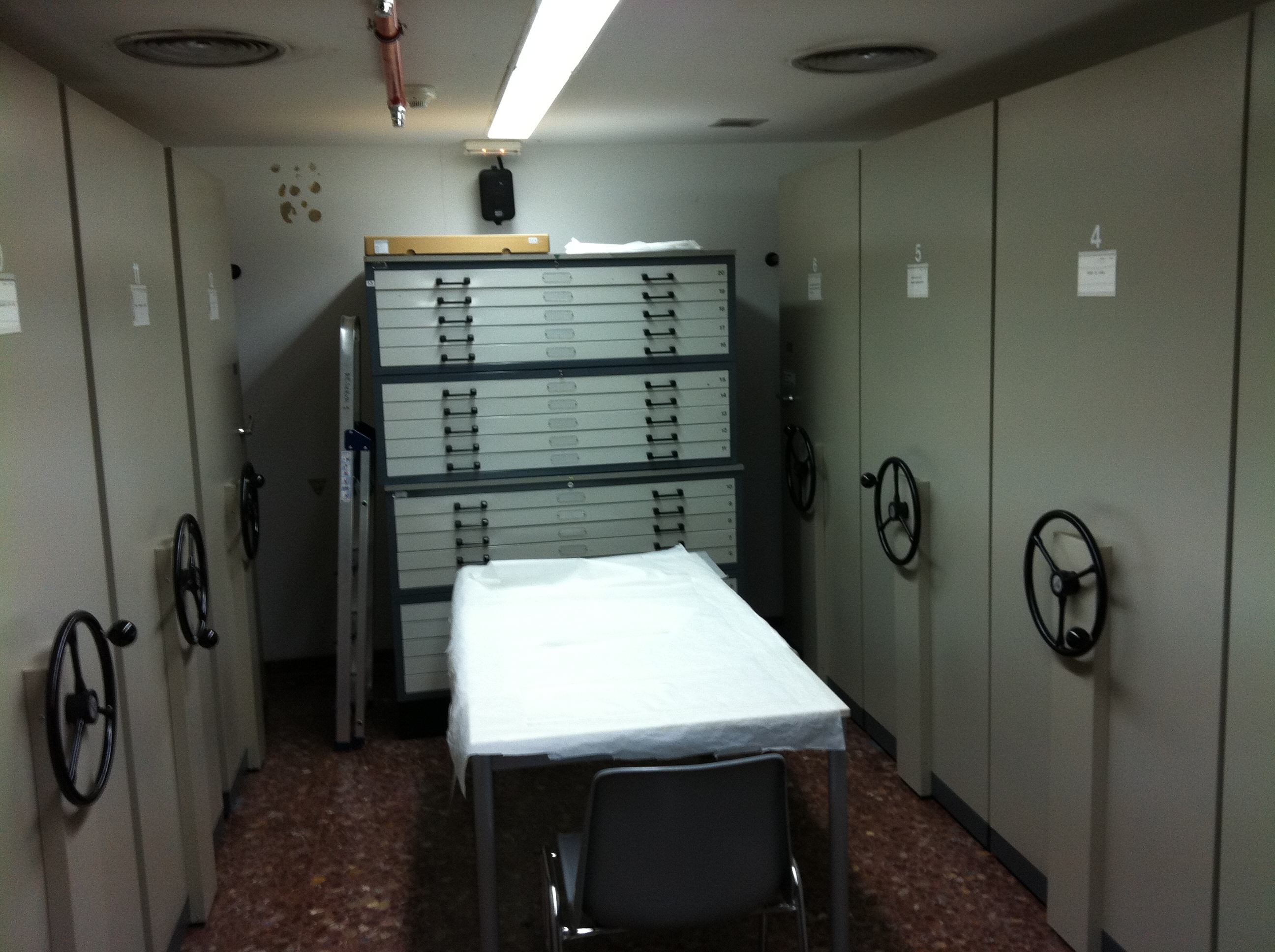
Una de les sales de reserves
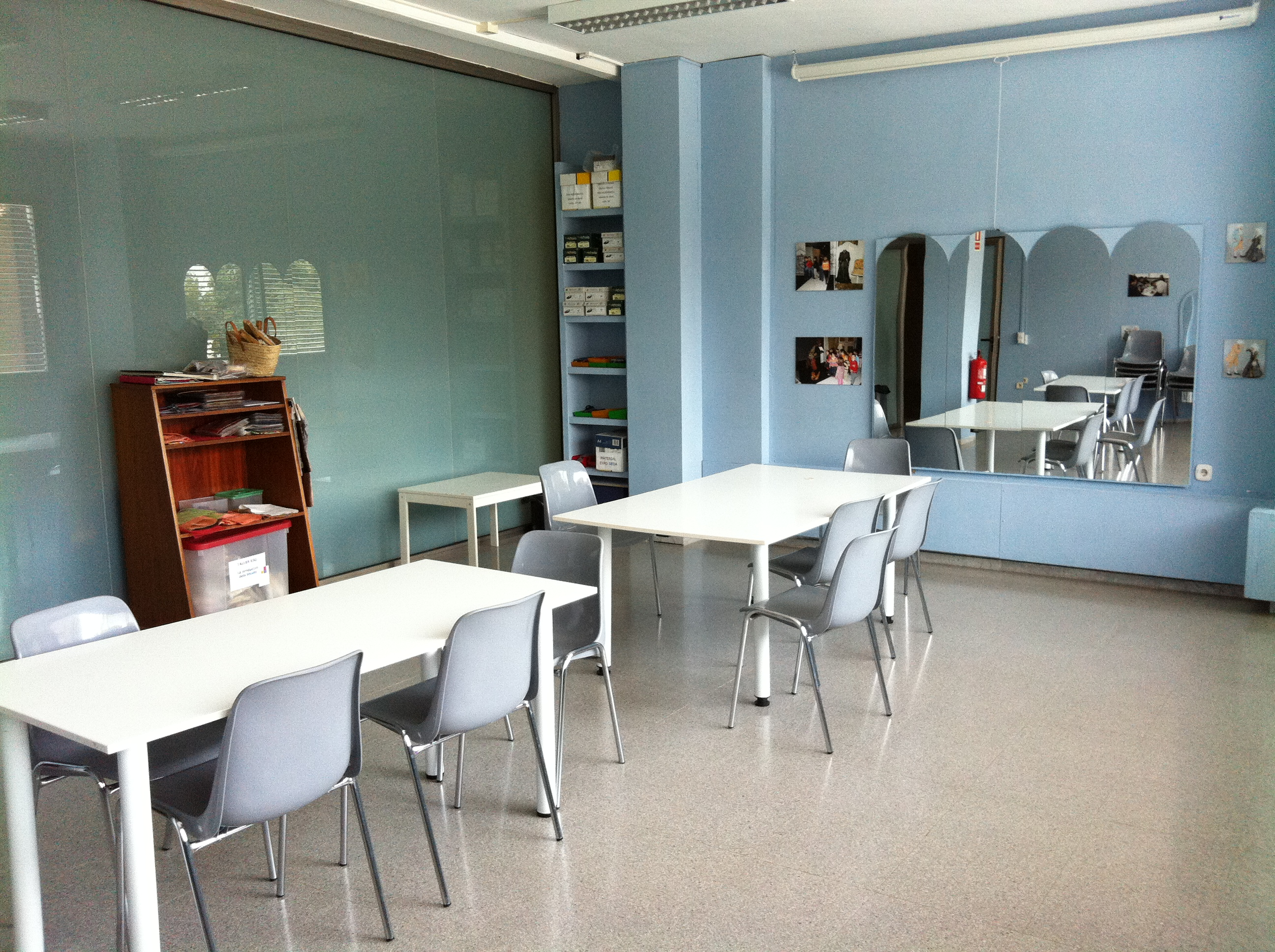
Serveis educatius
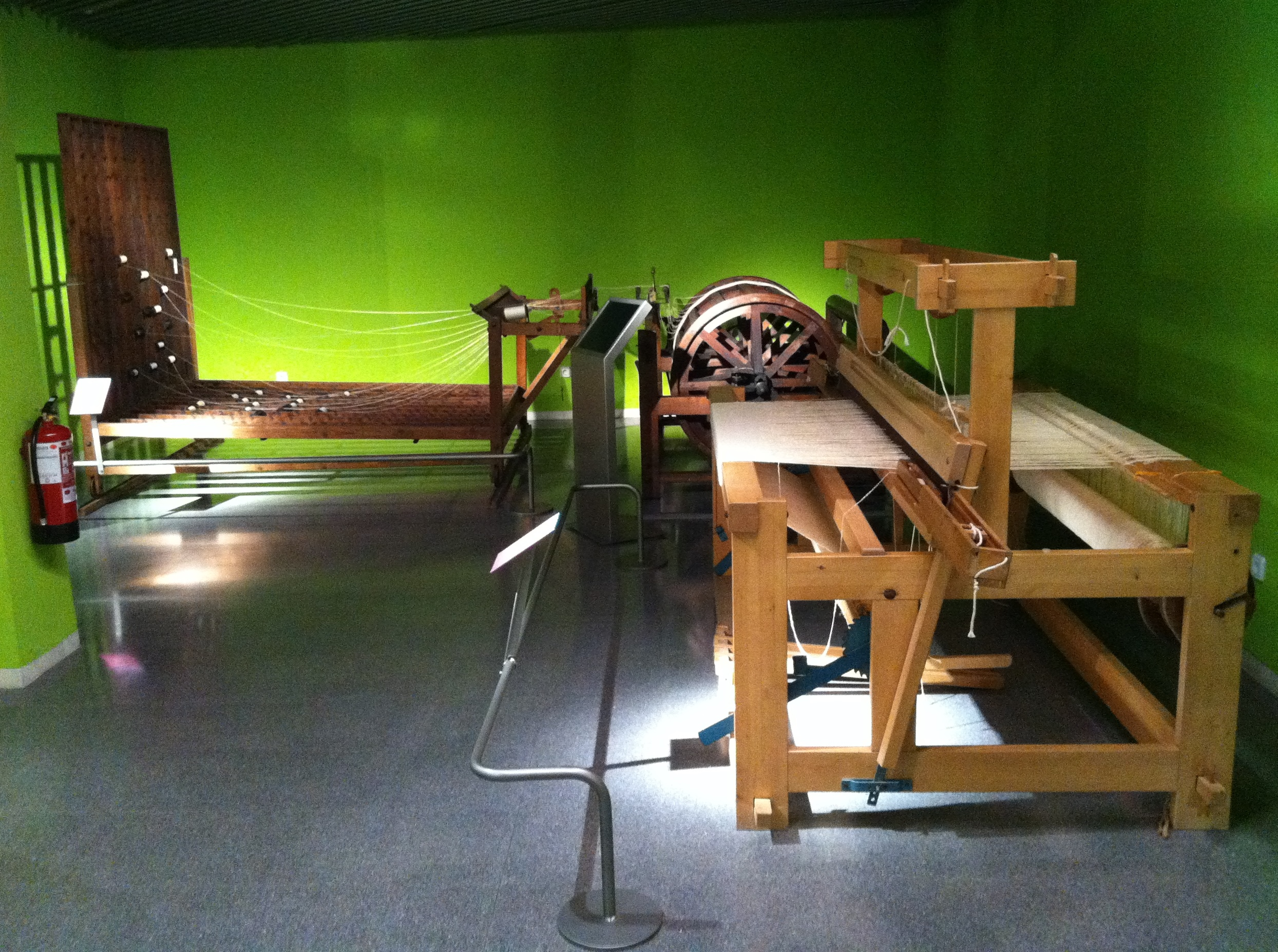
Zona d'exposició de maquinària de la planta baixa
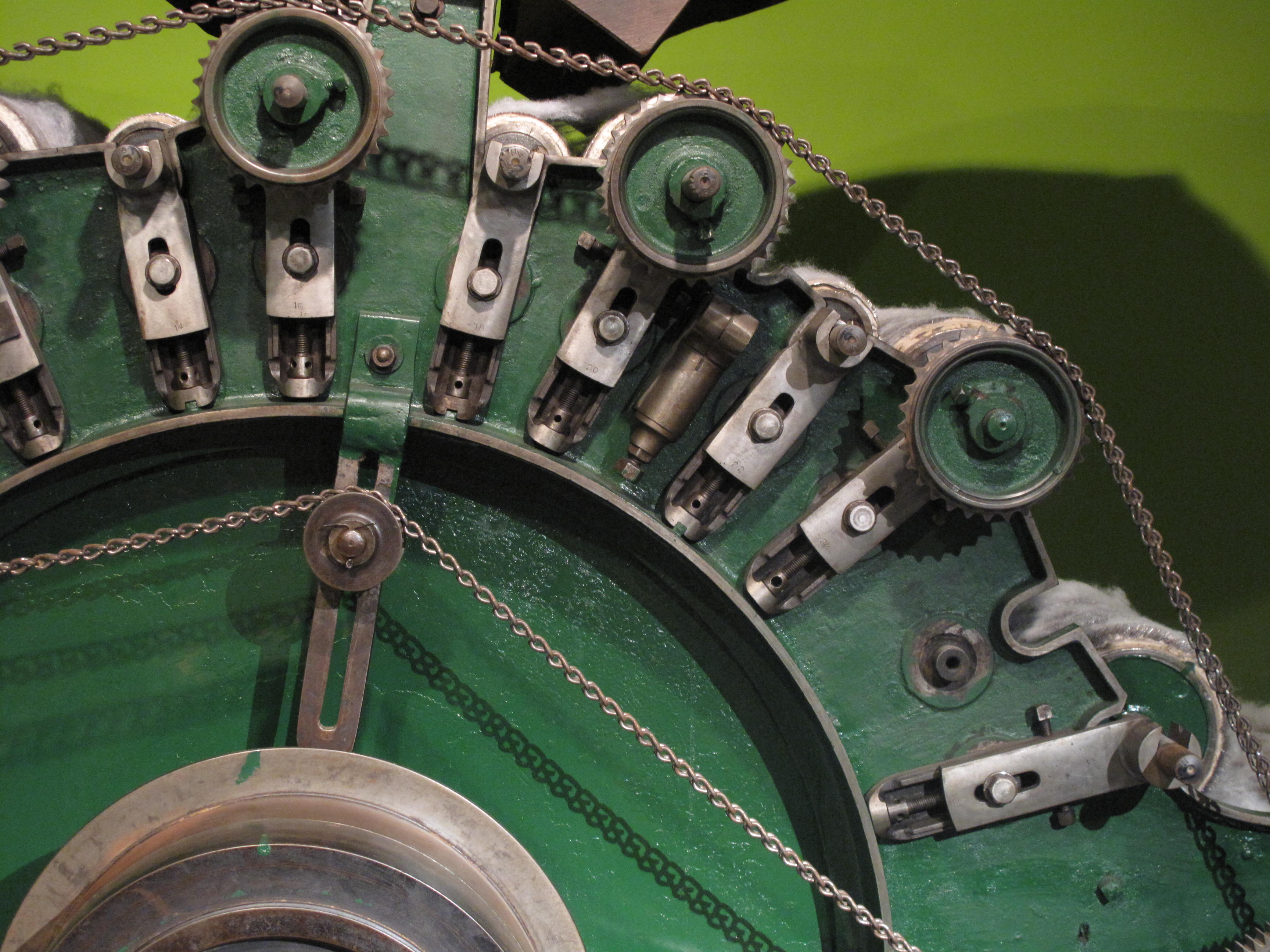
Maquinària tèxtil
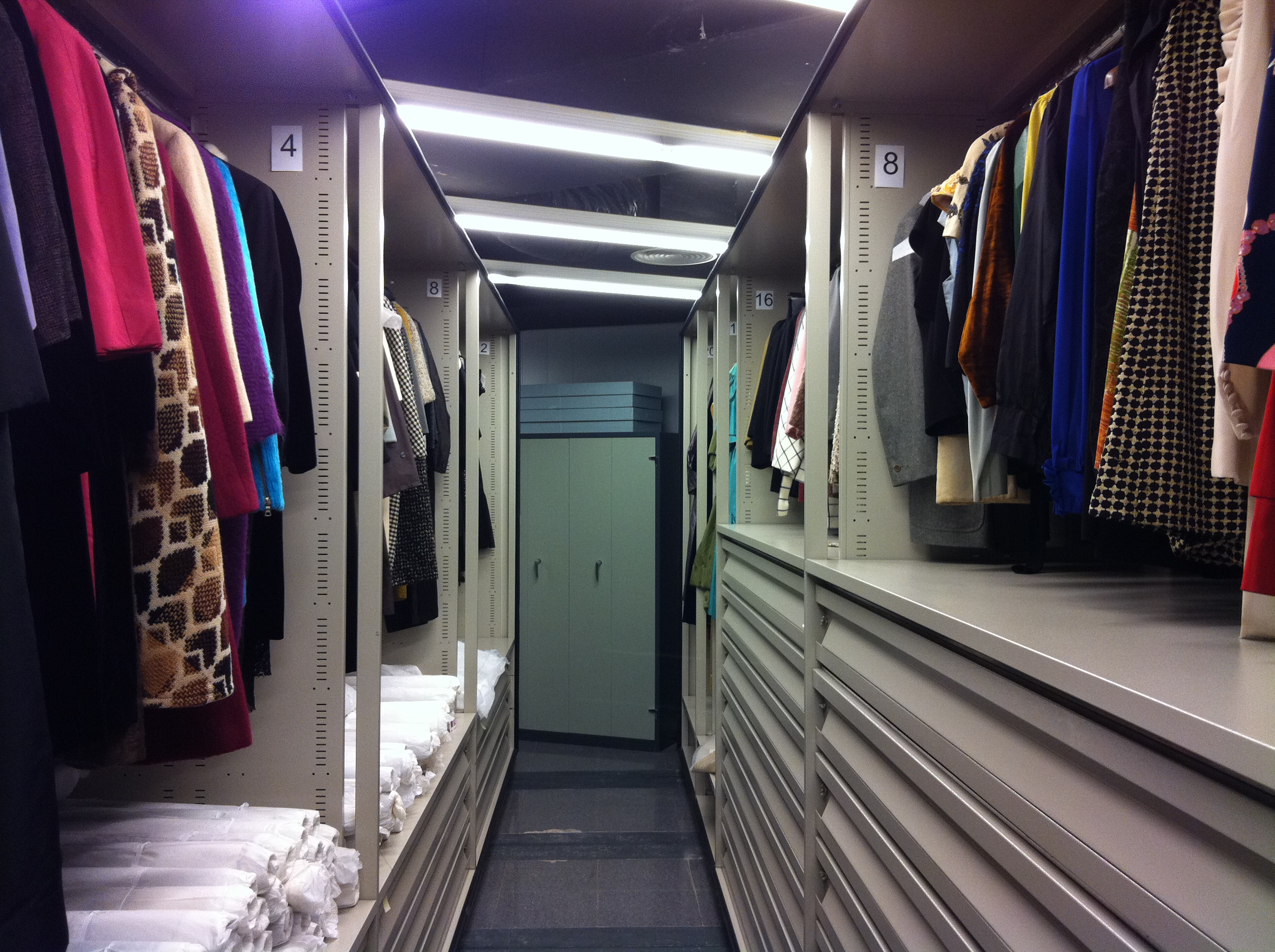
Zona de reserva de vestits
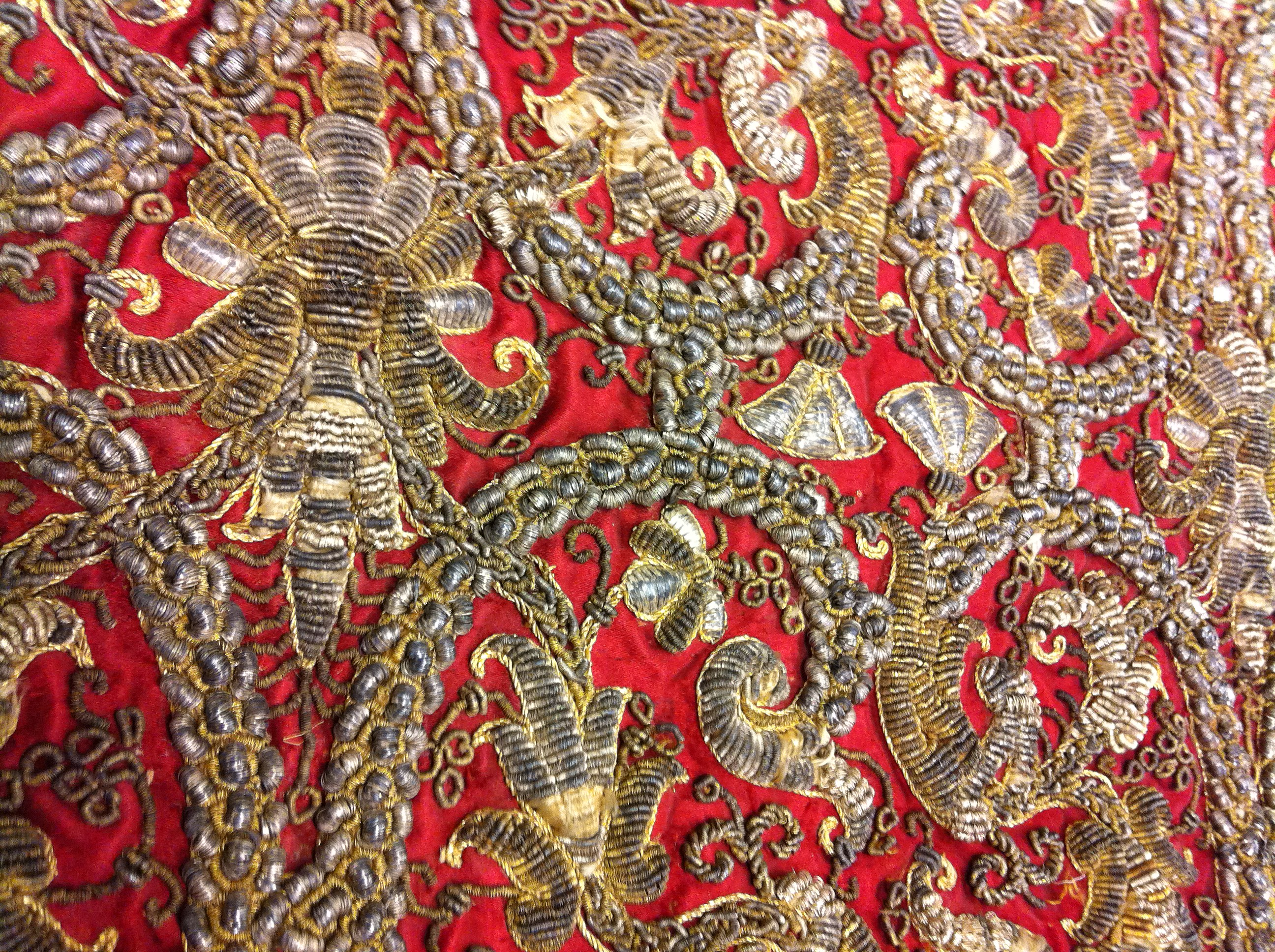
Teixit amb decoració amb fil metàl·lic
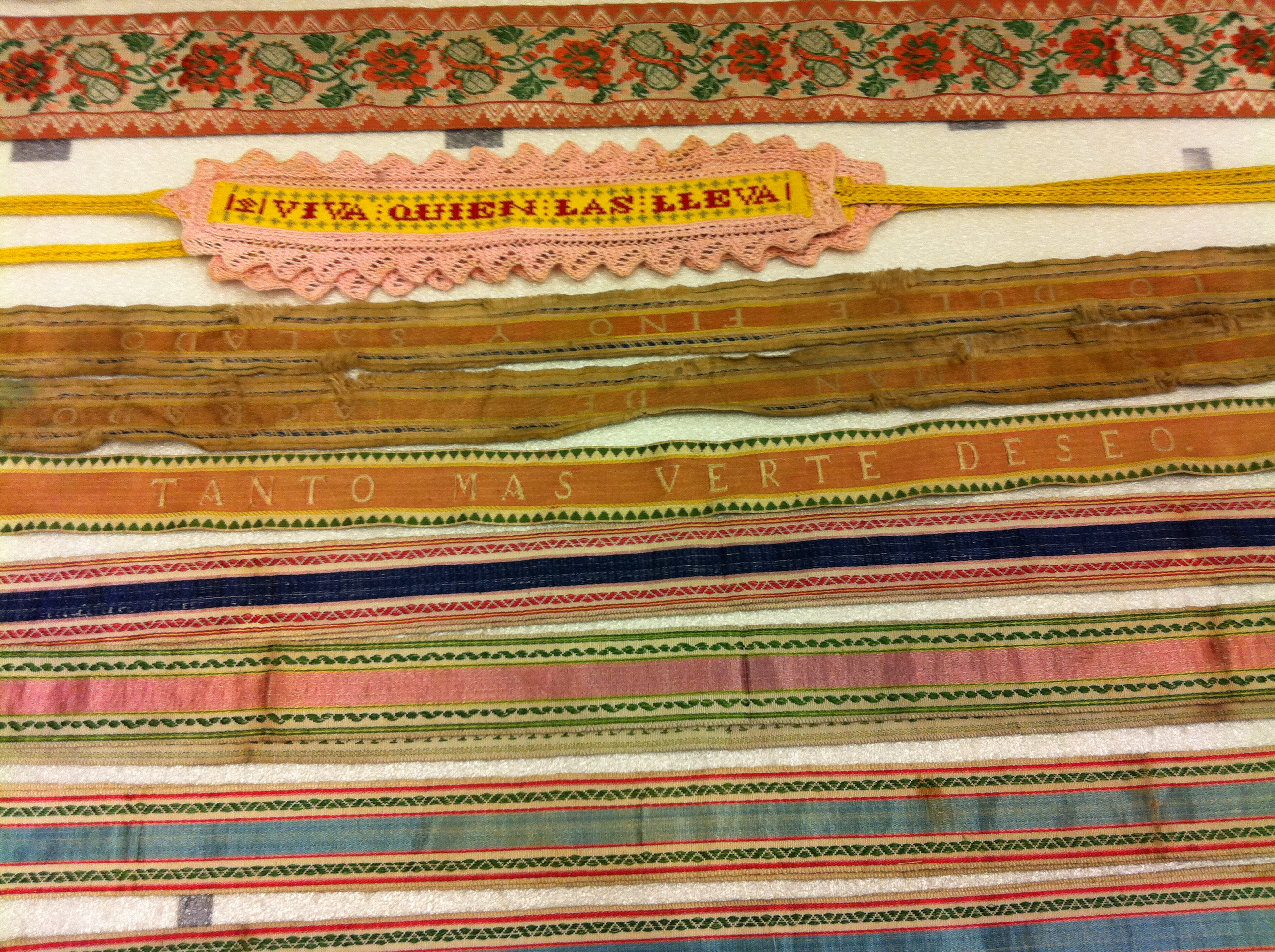
Col·lecció de lligacames
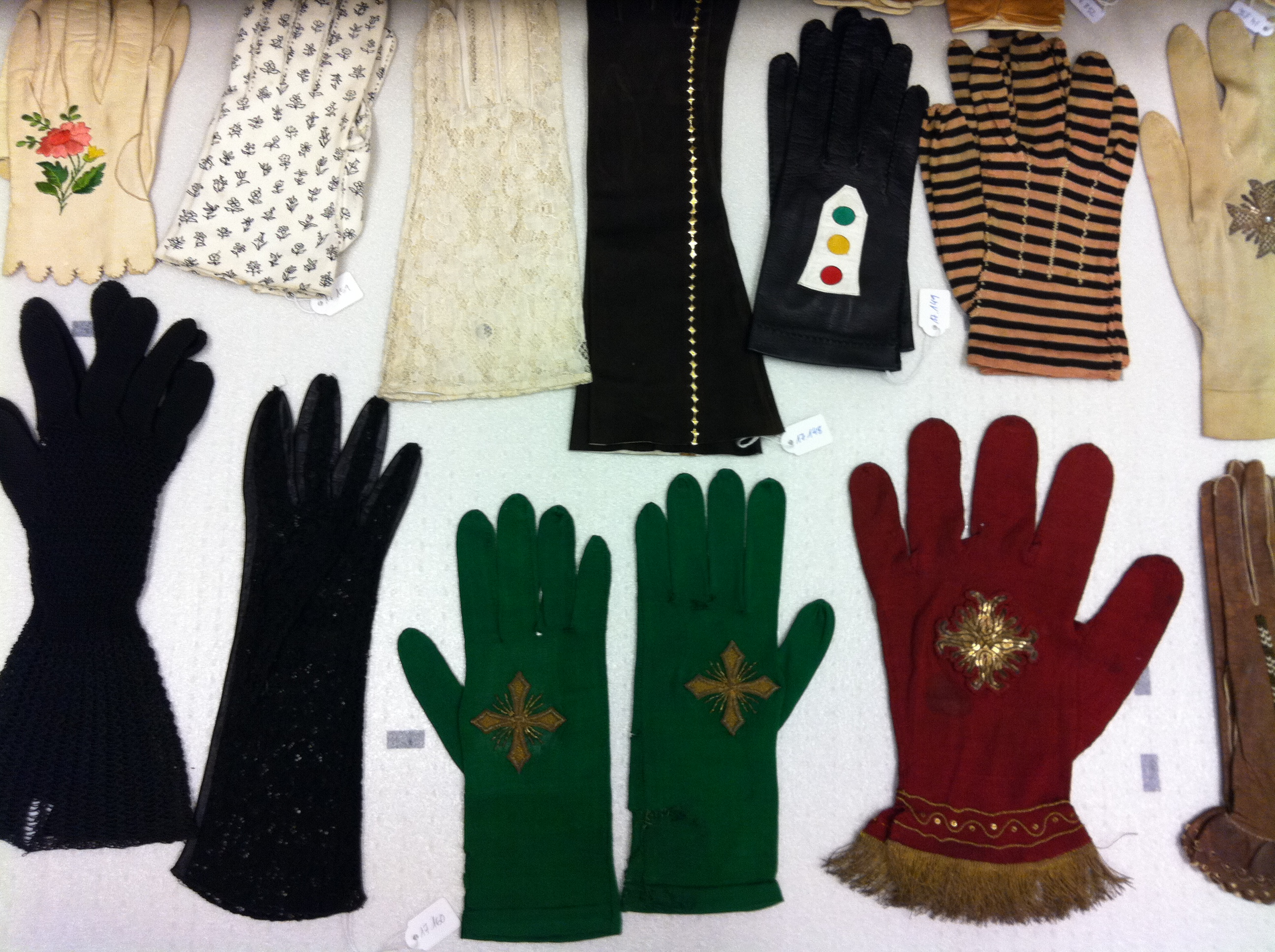
Col·lecció de guants
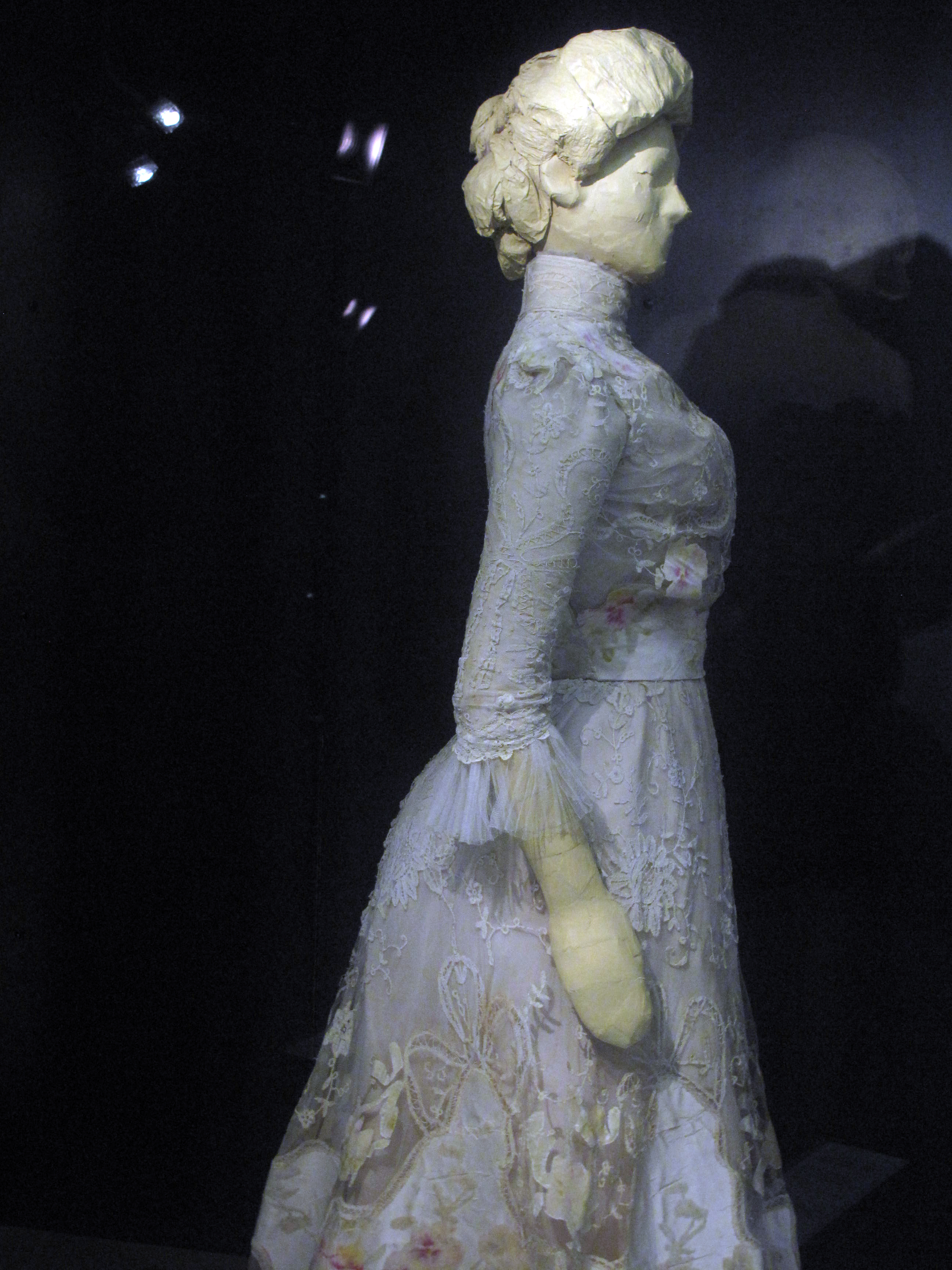
Maniquí